# Праздник сердца
«Праздник сердца» (англ. Holiday Heart) — американский телефильм 2000 года с Вингом Рэймсом и Элфри Вудард в главных ролях. Он был снят Робертом Таунсендом и показан на кабельном телеканале Showtime 10 декабря 2000 года.
Вудард получила номинацию на премию «Золотой глобус» в категории «За лучшую женскую роль — мини-сериал или телефильм».

## Сюжет
Драг-квин по имени Holiday Heart (Вингом Рэймсом) выступает в гей-клубах. Он талантлив и сострадателен. После того как его друг умирает он решает впустить в свой дом бывшую наркоманку Ванду (Элфри Вудард) и её дочь Ники (Джессика Рейнольдс). Однако спустя некоторое время Ванда вновь сбивается с пути исправления, после того как у неё начинается роман с торговцем наркотиками по имени Силас (Микелти Уильямсон), гомофобом и шовинистом.